# Alexis Dziena
Alexis Gabbriel Dziena (Nueva York, 8 de julio de 1984) es una actriz estadounidense.

## Primeros años
Alexis Dziena nació en Nueva York de ascendencia irlandesa, italiana y polaca. Asistió a la Escuela de Santa Ana donde apareció en Bringing Rain (2003) como coprotagonista junto a Paz de la Huerta. Pasó muchos veranos en la pequeña ciudad a la orilla del sur de New Jersey de Sea Isle City. Además, durante la escuela secundaria, asistió a clases en la Academia Americana de Arte Dramático y apareció en las obras allí representadas.

## Filmografía

### Películas
| Año  | Película                           | Papel              | Notas                                    |
| ---- | ---------------------------------- | ------------------ | ---------------------------------------- |
| 2003 | Season of Youth                    |                    |                                          |
| 2003 | Mimic 3: Sentinel                  | Rosy Montrose      |                                          |
| 2003 | Bringing Rain                      | Lysee Key          | Directa a vídeo y DVD                    |
| 2003 | Rhinoceros Eyes                    | Muchacha pájaro    |                                          |
| 2003 | Wonderland                         | Novia de Gopher    | Escenas eliminadas                       |
| 2004 | She's Too Young                    | Hannah Vogul       | Lifetime movie                           |
| 2005 | Strangers with Candy               | Melissa            |                                          |
| 2005 | Stone Cold                         | Candace Pennington | Llamada también: Jesse Stone: Stone Cold |
| 2005 | The Great New Wonderful            | Angie              | Escenas eliminadas                       |
| 2005 | Broken Flowers                     | Lolita             |                                          |
| 2005 | Pizza                              | Emily              |                                          |
| 2005 | Havoc                              | Sasha              |                                          |
| 2007 | Sex and Breakfast                  | Heather            |                                          |
| 2008 | Fool's Gold                        | Gemma Honeycutt    |                                          |
| 2008 | Nick and Norah's Infinite Playlist | Tris               |                                          |
| 2008 | Tenderness                         | Maria              |                                          |
| 2010 | En la boda de mi hermana           | Joan               |                                          |
| 2012 | Wrong                              | Emma               |                                          |
| 2014 | Sister                             | Ashley Presser     |                                          |
| 2015 | Without Ward                       | Scout Finch        |                                          |

#### Actores de doblaje en Hispanoamérica
- Cristina Hernández - Nick y Norah: Una noche de música y amor (Tris)
- Hiromi Hayakawa - La fuente del amor (Joan)

### Televisión
| Años       | Series                            | Rol             | Episodios           |
| ---------- | --------------------------------- | --------------- | ------------------- |
| 2002       | Witchblade                        | Bola            | "Parabolic"         |
| 2003       | Law & Order: Special Victims Unit | Mia Van Wagner  | "Pandora"           |
| 2003       | Law & Order                       | Lena Parkova    | "House Calls"       |
| 2005       | Joan de Arcadia                   | Bonnie          | "Secret Service"    |
| 2005       | Joan de Arcadia                   | Bonnie          | "Trial and Error"   |
| 2005- 2006 | Invasion                          | Kira Underlay   | 21 episodes         |
| 2007       | One Life to Live                  | Muchacha bonita | Episode #1.9839     |
| 2009       | Entourage                         | Ashley Brooks   | Recurring character |

### Vídeos musicales
| Año  | Título                 | Artista     | Personaje     |
| ---- | ---------------------- | ----------- | ------------- |
| 2002 | What a Wonderful World | Joey Ramone | Muchacha punk |